# Lucie de Vienne
Lucie de Vienne est une actrice et écrivaine québécoise d'origine française, née le 22 juin 1902 à Paris et morte à Montréal le 18 janvier 1973 à l'âge de 70 ans.

## Biographie
Lucie de Vienne, connue aussi sous le nom de Lucie de Vienne Blanc, passe une partie de son enfance à Pékin où son père est ingénieur aux chemins de fer. Par la suite, son père l'envoie à Paris faire des études supérieures. Elle devient comédienne et surtout cantatrice dans le Paris des années 1930. 
C'est la guerre qui mettra fin à la carrière de chanteuse classique de Lucie de Vienne qui décide alors de quitter la France pour émigrer aux États-Unis. À New York, elle obtient un poste à l'ONU et agira comme secrétaire particulière du Général de Gaulle pendant quelques mois.
S'ennuyant du monde francophone, elle émigre au Québec et s'installe à Montréal en 1949. Elle devient comédienne, professeur, s'implique pour la cause de la dyslexie et écrit quelques livres sur le phénomène.
Mais elle a surtout fait sa marque au Québec pour son rôle central de Joséphine Velder dans la série télévisée de Robert Choquette, La Pension Velder (1957-1961). Sa sépulture est située dans le Cimetière Notre-Dame-des-Neiges, à Montréal.

## Cinéma et télévision
- 1958 : Quatuor : Elise Velder et La Mercière assassinée
- 1957-1961 : La Pension Velder (série TV) : Joséphine Velder
- 1962 : Les Enfants du silence de Michel Brault (narratrice)
- 1964-1965 : Monsieur Lecoq (série TV) : Marquise D'Arlange